# Отто II (маркграф Баден-Хахберга)
Отто II Баден-Хахбергский (нем. Otto II. von Baden-Hachberg, ум. 1418) — последний маркграф Баден-Хахберга и сеньор Хёингена, правивший в период с 1410 по 1415 годы.
Отто II был, вероятно, третьим сыном маркграфа Хессо Баден-Хахбергского и Агнес фон Герольдсэкской, и унаследовал власть после смерти своего отца в 1410 году. Его старшие братья Генрих и Хессо, а также его дядя Иоганн скончались раньше его, и Отто II получил всю полноту власти в маркграфстве.
Самой большой проблемой его правления были многочисленные долги, накопленные его предшественниками, и отсутствие прямых наследников, вследствие чего Отто II был озабочен поиском покупателей на своё небольшое владение. Муж его сестры Маргареты, Фридрих VIII фон Лейнинген-Дагсбург, сам обременённый финансовыми проблемами, едва ли подходил на эту роль, вследствие чего Отто обратился к своему ближайшему родственнику Рудольфу Хахберг-Заузенбергскому. По совету Рудольфа, также не заинтересованного в приобретении Баден-Хахберга, Отто II начал переговоры с Бернхардом Баденским из основной линии Баденского дома. Сделка была заключена 25 июля 1415 года, и обошлась Бернхарду I в 80 000 рейнских гульденов. 
Отошедший от дел Отто II, продолжавший именовать себя хахбергским маркграфом, провёл остаток своих дней в замке Хёинген (нем. Burg Höhingen), где он, по всей видимости, и скончался в начале 1418 года.